# 絆之Allele
《絆之Allele》（日語：絆のアリル）是於2023年4月3日首播的日本原創電視動畫，為虛擬YouTuber絆愛的動畫企劃。

## 故事簡介
少女「Miracle」嚮往成為虛擬音樂藝術家，而追逐著絆愛的身影，她懷著「成為想要成為的自己，為世界帶來夢想與希望」這一理想，和同伴們一同朝著目標前進。

## 登場人物

### PathTLive
Miracle（聲：日原亞由美）
嚮往絆愛的少女，夢想著成為如絆愛一般的虛擬藝人，而進入了培養虛擬世界人材的ADEN學園。
Quan（聲：川口莉奈）
原本使用的虛擬形象是橢圓的可愛翠綠色妖精形象，因此在主動告知名字前被團員們稱呼為「圓圓」，後因為被酸民嘲弄是吉祥物，為了大家而改變成長髮女性的形象，同時告知大家他真正的名字。
Chris（聲：小玉光）
Noelle（聲：貫井柚佳）
Riz（聲：塙有咲）

### BRT5
Niska（聲：松岡侑李）
Jessie（聲：蘭笛）
Ellie（聲：吉木悠佳）
Sarah（聲：夏目妃菜）
Halle（聲：矢野妃菜喜）

### VICONIC
Jua（聲：南雲希美）
Thea（聲：月乃）

### 3DM8
Ximena（聲：荒井瑠里）
Zoe（聲：古畑奈和）
Sofia（聲：北原侑奈）

### 其他
絆愛（聲：絆愛）
傳說中的虛擬藝人，連續五次榮獲虛擬藝人的巔峰「金兔獎」（Lapin d'Or），但有一天突然從虛擬世界中消失了。
Auris（聲：田澤茉純）
ADEN學園的學園長，是世界首個AI學園長。
Ada（聲：植田佳奈）

## 製作、宣傳
2022年2月26日的演唱會「Kizuna AI The Last Live hello, world 2022」上宣布了絆愛的動畫企劃。
2022年11月11日，宣布電視動畫《絆之Allele》將於2023年播放，同時公布了絆愛的人物設計師森倉圓繪製的視覺圖。
2022年11月16日，公開了描繪絆愛與動畫主角「Miracle」的動畫視覺圖，以及故事簡介。
2022年12月2日，公開了詳細故事背景、描繪「PathTLive」5名登場人物的視覺圖、配音員及製作人員，以及第1支宣傳影片；此後分別於12月9日、12月16日、12月23日公開了「BRT5」、「VICONIC」、「3DM8」組合的登場人物。
2023年2月24日，宣佈動畫定於4月3日起播放，同時公開了新視覺圖及第2支宣傳影片，宣傳影片包含了由PathTLive演唱的mirAI wave!和以#kzn為主要人聲的寄花-Yosuga-兩首主題曲。

## 電視動畫

### 製作人員
- 導演：駒屋健一郎
- 系列構成：赤尾凸
- 角色設計：朝香栞、森田二惟奈
- 總作畫監督：朝香栞、森田二惟奈、高橋瑞紀
- 道具設計：談凱琪
- 色彩設計：關本美津子
- 美術監督：三宅昌和
- 美術設定：金平和茂、佐南友理、小木齊之
- CG導演：佐佐木涼
- 攝影監督：小池真由子
- 編輯：增永純一
- 音響監督：明田川仁
- 音響效果：安藤由衣
- 音樂：坂部剛
- 動畫製作：WIT STUDIO、SIGNAL.MD[11]

### 主題曲
第1季
片頭曲mirAI wave!
作詞：辻純更，作曲、編曲：藤原彩豐，主唱：PathTLive
片尾曲寄花-Yosuga-
作詞、作曲、編曲：みきとP，主唱：#kzn
同作為插曲由角色演唱：
Miracle（日原亞由美）（第1、3、5、6話）
Chris（小玉光）（第2、7話）
插曲
LINX（第1、10、12、14、20、24話）
作詞：Kizuna AI、Q.i，作曲、編曲：伊藤哲也，主唱：絆愛
Wonder Heart（第3、5話）
作詞：Q.i，作曲：岩見直明，編曲：津波幸平，主唱：Miracle（日原亞由美）
以下為同曲不同填詞版：
Departure（第6—8話）
作詞：TORIENA、和田アヤナ，主唱：Noelle（貫井柚佳）
Searchlight（探照燈）（第7、8話）
作詞：TORIENA、和田アヤナ，主唱：Chris（小玉光）
TAKE OFF（起航出發）（第9話）
作詞：Q.i、和田アヤナ，主唱：Riz（塙有咲）
Holographic Signal（第10話）
作詞：Q.i、和田アヤナ，主唱：Miracle（日原亞由美）
be myself（靠我自己）（第11話）
作詞：TORIENA、和田アヤナ，主唱：Quon（川口莉奈）
SHININGi（第12—13話）
作詞：和田アヤナ，主唱：PathTLive
第2季
片頭曲Perfect World!!（完美世界！！）
作詞：Eri Osanai，作曲：YUU for YOU、小久保祐希，編曲：YUU for YOU，主唱：PathTLive
片尾曲じゃんけんほい！（石頭剪刀布！）
作詞、作曲、編曲：すりぃ，主唱：#kzn
片尾曲mirAI wave!（第24話）
作詞：辻純更，作曲：藤原彩豐，主唱：PathTLive
插曲
アスノヒカリ（明日之光）（第13—14、23—24話）
作詞、作曲、編曲：齋藤優輝，主唱：BRT5
HEART's AURORA（心之極光）（第15話）
作詞：真崎艾莉卡，作曲、編曲：須田悅弘，主唱：米拉可（日原步美）、克莉絲（小玉光）
Soleil（第16話）
作詞：牡丹，作曲、編曲：DjeDje，主唱：諾艾爾（貫井柚佳）
Tell me,Sympathy（請告訴我，共鳴）（第16話）
作詞：葉人，作曲、編曲：高田曉，主唱：尼斯卡（松岡侑李）、米拉可（日原步美）
未完成Fate（第17話）
作詞：yuiko，作曲、編曲：YAMAJI，主唱：米拉可（日原步美）、莎拉（夏目妃菜）
パーフェクト·ゲーマー（第17話）
作詞：yuiko，作曲、編曲：NA.ZU.NA，主唱：佐伊（古畑奈和）、朱婭（南雲希美）
Fake out（第18話）
作詞：井上拓美，作曲、編曲：高田曉，主唱：莉茲（塙有咲）、索菲婭（北原侑奈）
Let go（第19話）
作詞：，作曲：ArmySlick、Giz'Mo，編曲：ArmySlick，主唱：姬奈（荒井瑠里）、傑西（蘭笛）
Link to heart（第20話）
作詞：，作曲：徐賢真，編曲：久下真音，主唱：米拉可（日原步美）
READY GO（第21、24話）
作詞：平間崚，作曲：Nanami、VK，編曲：Nanami，主唱：VICONIQ
Remotework（第21、24話）
作詞、作曲、編曲：sty，編曲：Nanami，主唱：3DM8
KIZUNA（第24話）
作詞：柿沼雅美，作曲、編曲：須田悅弘，主唱：PathTLive

### 各話列表
| 話數   | 日文標題 | 中文標題           | 劇本         | 分鏡                | 演出              | 作畫監督                                                 | 總作畫監督                  | 首播日期      |
| 第一季 | 第一季   | 第一季             | 第一季       | 第一季              | 第一季            | 第一季                                                   | 第一季                      | 第一季        |
| ------ | -------- | ------------------ | ------------ | ------------------- | ----------------- | -------------------------------------------------------- | --------------------------- | ------------- |
| 1      |          | 另一個Euphoria     | 赤尾凸       | 駒屋健一郎 川並卓弘 | 松井郁洋          | 蘇詩宜                                                   | 朝香栞 森田二惟奈           | 2023年 4月3日 |
| 2      |          | 邂逅的引力         | 赤尾凸       | 許平康              | 洪佩妮            | 高橋瑞紀 上武優也、蔡孟書                                | 高橋瑞紀 朝香栞 森田二惟奈  | 4月10日       |
| 3      |          | 通往舞台的第一步   | 小鹿         | 駒屋健一郎 川並卓弘 | 國本一穗          | 福地祐香、玉井                                           | 朝香栞 森田二惟奈           | 4月17日       |
| 4      |          | 混亂的行板         | 赤尾凸       | 山崎香子            | 山崎香子          | 簑輪愛子                                                 | 高橋瑞紀 朝香栞 森田二惟奈  | 4月24日       |
| 5      |          | 語言的顏色         |              | 中村里美            | 松井郁洋          | 福地祐香 STUDIO MASSKET 島田聰史、山町桃桃 長良尾襄治    | 朝香栞 森田二惟奈           | 5月1日        |
| 6      |          | 完美的理由         | 河口由美     | 洪佩妮              | 洪佩妮            | 新宮祐介、林可為 富山大輔                                | 高橋瑞紀 朝香栞 森田二惟奈  | 5月8日        |
| 7      |          | 糾纏不清的戰鬥領域 | 市川十億衛門 | 柘植孝              | 田中健太郎        | 西田美彌子、都竹隆治                                     | 朝香栞 森田二惟奈           | 5月15日       |
| 8      |          | 苦悶的下午茶時間   | 小鹿         | 川畑喬              | 佐藤光敏          | 小川麻衣、久慈陽子 齋藤美香、辻村步                      | 高橋瑞紀 朝香栞 森田二惟奈  | 5月22日       |
| 9      |          | 無法預測的Ultimate | 赤尾凸       | 駒屋健一郎 川並卓弘 | 上田茂            | SIGNAL.MD 玉井 柳昇希、金慶鎬                            | SIGNAL.MD 朝香栞 森田二惟奈 | 5月29日       |
| 10     |          | 自我本色的含義     | 松村         | 並木棹              | 粟井重紀          | 簔輪愛子                                                 | 高橋瑞紀 朝香栞 森田二惟奈  | 6月5日        |
| 11     |          | 真實的顏色         | 河口由美     | 駒屋健一郎 川並卓弘 | 田中健太郎        | 櫻井拓郎                                                 | SIGNAL.MD 朝香栞 森田二惟奈 | 6月12日       |
| 12     |          | 命運的舞台         | 市川十億衛門 | 山崎香子            | 山崎香子          | 新宮祐介、林可為、                                       | 高橋瑞紀 朝香栞 森田二惟奈  | 6月19日       |
| 第二季 |          |                    |              |                     |                   |                                                          |                             |               |
| 13     |          | 激戰的前奏曲       | 市川十億衛門 | 柘植孝              | 松井郁洋 三橋和彌 | 福地祐香、朱曉林、陳玉峰 杭新華、楊國福、朱至峰          | 朝香栞 森田二惟奈           | 10月4日       |
| 14     |          | 滿懷決心的啟程     | 川邊美奈子   | 洪佩妮              | 阿波部龍太朗      | 箕輪愛子、瀧吾朗                                         | 高橋瑞紀 朝香栞 森田二惟奈  | 10月11日      |
| 15     |          | 只屬於我的登山繩   | 西中千晶     | 島村大輔            | 國本一穗          | 蘇詩宜、櫻井拓郎、BigOwl                                 | 朝香栞 森田二惟奈           | 10月18日      |
| 16     |          | 答案               | 河口友美     | 大槻敦史            |                   | 新宮祐介、 林克為、高橋瑞紀                              | 高橋瑞紀                    | 10月25日      |
| 17     |          | 單相思的勁敵       |              | 大槻敦史            | 田中健太郎        | 蘇詩宜、村松尚雄 菊池一真、BigOwl                        | 朝香栞 森田二惟奈           | 11月1日       |
| 18     |          | 初次萌生的感情     | 小鹿理江     | 洪佩妮              | 洪佩妮            | 箕輪愛子 王佳軒                                          | 高橋瑞紀                    | 11月8日       |
| 19     |          | 各自的孤獨         | 市川十億衛門 | 島村大輔            | 松井郁洋 三橋和彌 | 福地祐香、顧金秋 趙玲、杭新華 陳玉峰                     | 朝香栞 森田二惟奈           | 11月15日      |
| 20     |          | 振翅飛翔的目的地   | 赤尾凸       | 加藤萌              |                   | 新宮祐介、林可為、                                       | 高橋瑞紀                    | 11月22日      |
| 21     |          | 友誼之鞋           | 西中千晶     | 柘植孝              | 田中健太郎        | 西田美彌子                                               | 朝香栞 森田二惟奈           | 11月29日      |
| 22     |          | 不可預測的我們     | 川邊美奈子   | 阿波部龍太朗        | 阿波部龍太朗      | 箕輪愛子、山田真也 馬場一樹、林可為、                    | 高橋瑞紀                    | 12月6日       |
| 23     |          | 絕望的時間限制     | 市川十億衛門 | 中村里美 柘植孝     | 駒屋健一郎        | 玉井茜                                                   | 朝香栞 森田二惟奈           | 12月13日      |
| 24     |          | 希望的連接         | 赤尾凸       | 山崎香子            | 山崎香子          | 新宮祐介、箕輪愛子 王佳軒、馬場一樹 林可為、Calvin Zhong | 高橋瑞紀 朝香栞 森田二惟奈  | 12月20日      |

### 播映平台
| 播映地區 | 播映平台       | 播映日期               | 播映時間              | 備註   |
| 第一季   | 第一季         | 第一季                 | 第一季                | 第一季 |
| -------- | -------------- | ---------------------- | --------------------- | ------ |
| 臺灣     | 巴哈姆特動畫瘋 | 2023年4月4日—6月20日   | 星期二 01:30（UTC+8） |        |
| 臺灣     | 中華電信MOD    | 2023年4月4日—6月20日   | 星期二 01:30（UTC+8） |        |
| 臺灣     | Hami Video     | 2023年4月4日—6月20日   | 星期二 01:30（UTC+8） |        |
| 臺灣     | friDay影音     | 2023年4月4日—6月20日   | 星期二 01:30（UTC+8） |        |
| 臺灣     | LINE TV        | 2023年4月4日—6月20日   | 星期二 01:30（UTC+8） |        |
| 臺灣     | KKTV           | 2023年4月4日—6月20日   | 星期二 01:30（UTC+8） |        |
| 臺灣     | PILI線上看     | 2023年4月4日—6月20日   | 星期二 01:30（UTC+8） |        |
| 第二季   |                |                        |                       |        |
| 臺灣     | 巴哈姆特動畫瘋 | 2023年10月5日—12月21日 | 星期四 00:00（UTC+8） |        |
| 臺灣     | 中華電信MOD    | 2023年10月5日—12月21日 | 星期四 00:00（UTC+8） |        |
| 臺灣     | Hami Video     | 2023年10月5日—12月21日 | 星期四 00:00（UTC+8） |        |
| 臺灣     | friDay影音     | 2023年10月5日—12月21日 | 星期四 00:00（UTC+8） |        |
| 臺灣     | LINE TV        | 2023年10月5日—12月21日 | 星期四 00:00（UTC+8） |        |
| 臺灣     | KKTV           | 2023年10月5日—12月21日 | 星期四 00:00（UTC+8） |        |
| 臺灣     | PILI線上看     | 2023年10月5日—12月21日 | 星期四 00:00（UTC+8） |        |

## 外部連結
- 官方网站 （日語）
- 絆之Allele的X（前Twitter）（日語）